# Енергиен механизъм
Енергиен механизъм е методика, която се използва за балансиране на електрическото натоварване в голяма (електропреносна мрежа) вместо в една-единствена енергийна централа/производител.
 Това е начин за обмен на енергия между две и повече електрически централи, които осигуряват или генерират електроенергия. За обмен на ток между два електропрпозводителя има споразумение за обмен, което е подписано от тях, но споразумението между всяка двойка електропрозводители/комунални услуги в една система може да бъде трудна задача, когато няколко големи електропрозводителя или комунални услуги са свързани помежду си. По този начин е по-изгодно да се създаде „Енергиен механизъм“ за захранване с едно споразумение към, което всички се присъединяват. Това споразумение предвижда установени срокове и условия за членовете на групата и като цяло е по-сложно от двустранното споразумение.
В един модел, енергийният механизъм за захранване, формиран от електропрозводителите и комуналните услуги, има контролен офис за управление (диспечерски пункт), откъдето се управлява този енергиен механизъм. Всички задачи, свързани с обмена на електроенергия и уреждането на спорове, се възлагат на администратора на енергийния механизъм.

#### Формирането на енергийния механизъм осигурява следните потенциални предимства:
- Намаляване на оперативните разходи
- Съхранение в изискванията за резервен капацитет
- Спестяване на изискванията за резервен капацитет
- Намаляане на разходите за планиране на поддръжката
- По-надеждна работа

#### Формирането на енергийния механизъм е свързан с редица проблеми и ограничения. Те включват:
- Разходи, свързани със създаването на централен диспечерски пункт и необходимите комуникационни и изчислителни съоръжения
- Недоволството на членовете на групата да се откажат от правата си да участват в независими сделки извън енергийният механизъм.
- Сложността по отношение на работата с регулаторните органи, ако енергийният механизъм работи в повече от една държава.
- Усилието на всеки член на енергийния механизъм да увеличи спестяванията си.

Обединяването на захранването е много важно за разширяване на енергийния контрол върху голяма площ, обслужвана от множество електропрозводители (комунални услуги).